# 銅山至宝

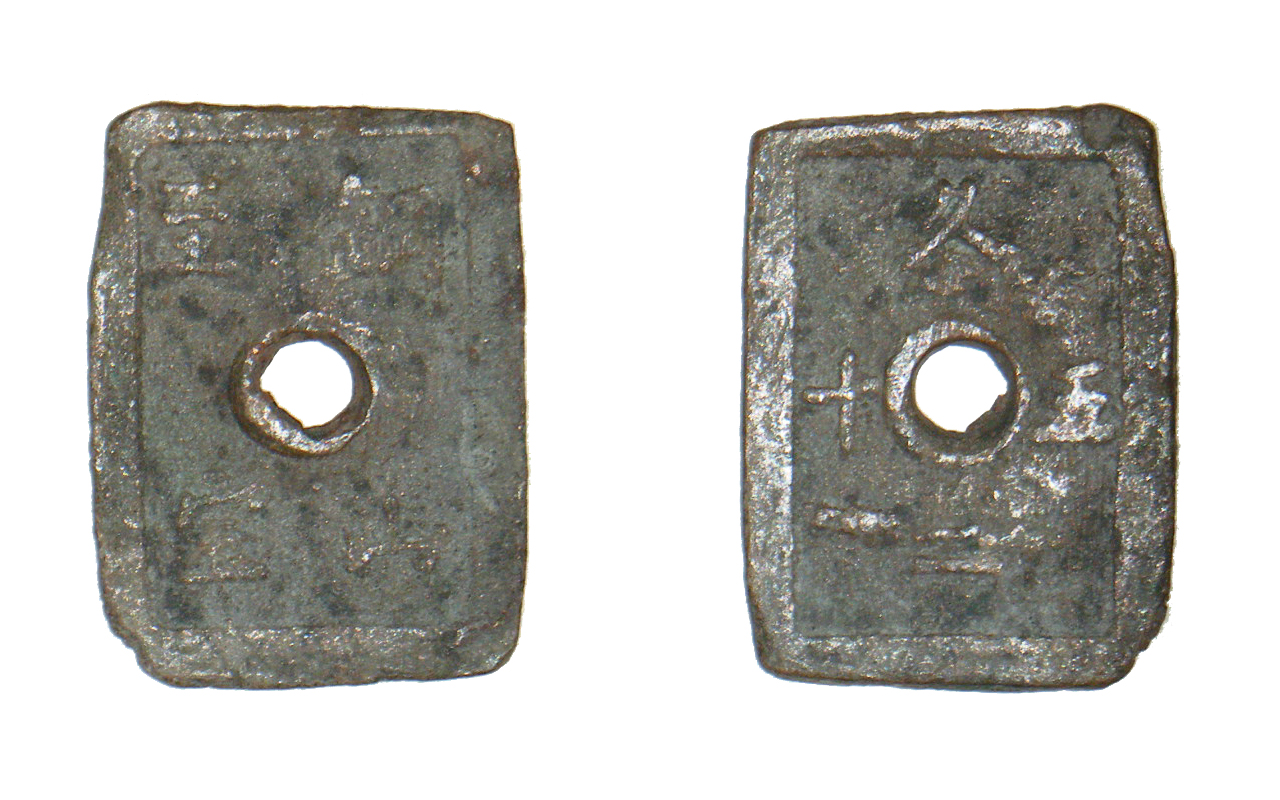
銅山至宝當五十

銅山至宝（どうざんしほう）は、久保田藩領内で鋳造された幕末期の地方貨幣の一種である。

## 概要
銅山至宝には50文通用の當五十と、100文通用の當百の二種類がある。共に縦長の長方形で中央に円形の孔があり、表面に當五十は「銅山至宝」、當百は「銅山至寳」、裏面には鋳造年文久2年（1862年）を示す「久二」および、額面を示す「五十」または「當百」が鋳出され、右上に「秋」の極印が打たれている。當五十のうち、「久二」のみ鋳出されたものも存在し、これは試鋳貨幣とされる。
量目は文献では當百は10匁、當五十は量目5匁となっているが実際にはこれより1.5倍程度重く、大きさは當百は縦1尺7寸、當五十は縦1尺4寸前後である、材質は鉛分を20%以上含むとされる脆い金質の銅銭である。材質、製作共に悪く、文字がはっきり鋳出されたものは少ない。
阿仁銅山加護山吹分所の銭座で山内通用のため鋳造されたとされる。他の地方貨幣と共に幕府許可を取り付けていない密鋳のもので、史料はあまり残されておらず、鋳銭目的、鋳造高など詳細は不明である。